# Lo Rodalet
Lo Rodalet és una partida rural constituïda en part per camps de conreu de secà del terme municipal de Conca de Dalt, a l'antic terme de Toralla i Serradell, al Pallars Jussà, en territori del poble de Torallola.
Està situat a migdia de Torallola, a ponent de la Costa de Toni i al sud-est de l'Alzinar, al sud-oest de lo Pla.